# Montiers-sur-Saulx
Montiers-sur-Saulx település Franciaországban, Meuse megyében. Lakosainak száma 366 fő (2022. január 1.). Montiers-sur-Saulx Chevillon, Effincourt, Osne-le-Val, Paroy-sur-Saulx, Saudron, Biencourt-sur-Orge, Bure, Couvertpuis, Morley és Ribeaucourt községekkel határos.

## Népesség
A település népességének változása:
| Lakosok száma | 683  | 602  | 551  | 453  | 455  | 429  | 380  | 373  | 368  | 366  |
|               | 1968 | 1982 | 1990 | 2006 | 2013 | 2015 | 2017 | 2019 | 2020 | 2022 |